# Marcus Keene
Pour les articles homonymes, voir Keene.
Marcus Johnny Rashaan Keene, né le 6 mai 1995 à San Antonio, Texas, est un joueur américain de basket-ball évoluant au poste de meneur.

## Biographie

### Carrière universitaire
Entre 2013 et 2015, il joue pour les Penguins (en) de l'université d'État de Youngstown.
Entre 2016 et 2017, il joue pour les Chippewas à l'université de Central Michigan. Keene est le meilleur marqueur du championnat NCAA lors de la saison 2016-2017 avec 30 points par match.

### Carrière professionnelle

#### Dinamo Academy Cagliari (2017-2018)
Le 22 juin 2017, lors de la draft 2017 de la NBA, automatiquement éligible, il n'est pas sélectionné.
En juillet 2017, il participe à la NBA Summer League de Las Vegas avec les Wizards de Washington.
Le 16 août 2017, il signe son premier contrat professionnel en deuxième division italienne au Dinamo Academy Cagliari. Pour sa première saison, il a des moyennes de 18,8 points, 4,5 rebonds et 2,9 passes décisives sur 30 matches.

#### Hustle de Memphis (2018-2019)
Le 7 décembre 2018, il revient aux États-Unis et intègre l'équipe de G-League du Hustle de Memphis.
Le 15 février 2019, son contrat est terminé avec le Hustle.

#### KCC Egis (2019–2020)
Le 1er mars 2019, il signe en Corée du Sud au KCC Egis (en) qui évolue en Korean Basketball League.

#### Sideline Cancer (2019)
Keene a participé à un tournoi avec Sideline Cancer. Il est titularisé aux 3 matches menant l'équipe au Sweet 16 et au Basketball Tournament 2019 Wichita Regional Championship Game.

#### Yulon Luxgen Dinos (2019-2020)
Keene signe avec les Yulon Luxgen Dinos (en) dans la Super Basketball League de Taïwan.
Il est nommé joueur de la semaine du 12 au 19 janvier 2020.

#### Kalev/Cramo (2020-2021)
Le 27 août 2020, Keene signe en Estonie avec Kalev/Cramo.

#### Cedevita Olimpija (juil. - nov. 2021)
Le 4 juillet 2021, Keene signe en Slovénie avec le KK Cedevita Olimpija.
Le 14 novembre 2021, après avoir joué onze matches, il a des moyennes de 11,6 points et 3,1 passes décisives par match, il est remercié par le club.

#### Pallacanestro Varese (nov. 2021-2022)
Le 16 novembre 2021, Keene rebondit en Italie où il signe avec l'Openjobmetis Varese.

#### SIG Strasbourg (2022-2023)
Keene rejoint pour une saison la SIG Strasbourg en première division française.

## Statistiques

### Universitaires
Les statistiques de Marcus Keene en matchs universitaires sont les suivantes :
| Saison    | Équipe                | Matchs | Titul. | Min./m | % Tir | % 3pts | % LF | Rbds/m. | Pass/m. | Int/m. | Ctr/m. | Pts/m. |
| --------- | --------------------- | ------ | ------ | ------ | ----- | ------ | ---- | ------- | ------- | ------ | ------ | ------ |
| 2013-2014 | Youngstown State (en) | 22     | 1      | 16,3   | 37,3  | 32,4   | 75,7 | 1,86    | 2,23    | 0,50   | 0,00   | 6,55   |
| 2014-2015 | Youngstown State      | 32     | 32     | 34,9   | 44,9  | 41,9   | 78,7 | 3,53    | 2,75    | 1,09   | 0,09   | 15,59  |
| 2015-2016 | N/A                   | -      | -      | -      | -     | -      | -    | -       | -       | -      | -      | -      |
| 2016-2017 | Central Michigan      | 32     | 32     | 36,8   | 44,7  | 36,8   | 81,9 | 4,47    | 4,88    | 0,81   | 0,00   | 29,97  |
| Carrière  | Carrière              | 86     | 65     | 30,9   | 44,0  | 38,1   | 80,5 | 3,45    | 3,41    | 0,84   | 0,03   | 18,63  |

## Palmarès

### En club
- Meilleur marqueur de la VTB United League (2021)
- Champion de Lettonie-Estonie (2021)
- Vainqueur de la Coupe d'Estonie (2020)

### Distinctions personnelles
- VTB League All-Star (2021)
- AP honorable mention All-American (2017)
- First-team All-MAC (2017)
- Meilleur marqueur de la NCAA sur la saison 2017